# Фёдор Андреевич Кошка
Фёдор Андре́евич Ко́шка (ум. 1407) — московский боярин и дипломат, младший (пятый) сын боярина Андрея Кобылы, родоначальник Кошкиных, прямой предок Романовых.

## Биография
Фёдор Кошка был весьма близок к великому князю Дмитрию Донскому и его сыну Василию, которые даже пользовались его советами. Судя по сохранившимся источникам, Фёдор Кошка обладал большим умом, спокойствием и ласковостью обращения, был великолепным дипломатом.
По мнению Владимира Трутовского, Фёдор Кошка был одним из выдающихся и умнейших политических деятелей в Московском княжестве во время правления Дмитрия Донского и Василия I.
Известий о боярине Фёдоре Андреевиче сохранилось немало, однако с учётом того, что в это же время был другой боярин с таким именем — Фёдор Андреевич Свибло, определить, к кому именно относится данное известие, можно только по косвенным признакам.
В 1380 году упоминается боярин Фёдор Андреевич, которого великий князь Дмитрий Донской, отправившийся во главе армии против Мамая, оставил оборонять Москву. Не исключено, что имелся в виду Фёдор Кошка. Но, по мнению Владимира Трутновского, которое поддержал Степан Веселовский, данное известие относится к боярину Фёдору Андреевичу Свибло, который был воеводой уже в 1377 году, в то время как Фёдор Кошка воеводой не был. Также, вероятнее всего, именно к Фёдору Свибло относится известие подпись на первой духовной великого князя Дмитрия Донского, датированного 1371 годом.
Первое достоверное известие о Фёдоре Кошке относится к 1389 году, когда он в числе других бояр подписался на духовной великого князя Дмитрия Донского 1389 года, одновременно там стоит и подпись другого Фёдора Андреевича — Свибла.
В 1393 году в самый разгар распри великого князя с Новгородом по поводу сбора «чёрного бора», он вёл мирные переговоры с последним: 

И князь Великий Василий Дмитреевич посла к ним в Новгород Фёдора Кошку, Андреева сына Кобылина и Ивана Уду и Селивана и подкрепиша мир по старине и черной бор даша великому князю на всех волостях Новгородских.
По отношению к татарам он советовал Василию сдержанную политику, как это видно, из письма Едигея к великому князю от 1409 года, где он противопоставляется своему сыну Ивану: 

Добрые нравы и добрая душа и добрые дела были в Орде от Фёдора Кошки, добрый был человек, которые добрые дела ординские, то и тебе воспоминал, и то ся минуло; нынче же у тебя сын его Иван, казначей, твой любовник и старейшина, и ты из того слова и думы не выступаешь и старцев земских, ни думы, ни слова ни слушаешь.
После 1393 года Фёдор Кошка не упоминается, а в 1409 году, как следует из письма Едигея, он был уже мёртв. По предположению Трутовского, Фёдор Кошка должен был действовать во время правления Едигея, который пришёл к власти в Орде в 1398 году. При этом в 1408 году отношения Москвы и Орды резко изменились. Трутовский связал эти изменения со смертью Фёдора Кошки и предположил, что он умер в 1407 году. Эта точка зрения была поддержана и Веселовским.
В конце жизни Фёдор Кошка принял постриг с именем Феодорит.

## Брак и дети
Имя жены Фёдора Кошки достоверно не установлено.

Барон М. Л. Боде-Колычёв указал, что жену Фёдора Кошки звали Анастасия. Однако князь Н. Н. Голицын показал, что имя Анастасия упоминается в духовной великого князя Василия II Тёмного, которое исследователи датируют около 1462 года. В. К. Трутовский считает, Анастасия могла быть женой Фёдора Кошки только в том случае, если она была второй женой: Фёдор Кошка умер не позже 1409 года, если Фёдор Кошка женился второй раз незадолго до смерти, то ей около 1462 года могло быть 72-74 года. Но она в любом случае не могла быть матерью сыновей Фёдора Кошки. Но подобная идентификация встретила возражение у С. Б. Веселовского. Князь Н. Н. Голициным указал, что упомянутая в духовной Ирина, дочь Анастасии, была замужем за Алексеем Игнатьевичем, которого он идентифицировал с Алексеем Игнатьевичем Жеребцовым — внуком Семёна Андреевича Жеребца, старшего брата Фёдора Кошки. Однако в таком случае Ирина не могла быть дочерью Фёдора Кошки, поскольку она состояла бы с мужем в пятой степени родства, а подобные браки были запрещены каноническим правом, которое в XV веке соблюдалось очень строго. В. К. Трутовский предположил, что Алексея Игнатьевича, мужа Ирины, нужно искать в другом роду, однако С. Б. Веселовский отметил, что других лиц с таким именем в это время не известно. Исходя из этого он сделал вывод, что Анастасия не могла быть женой Фёдора Кошки, её муж должен был принадлежать к другому роду.

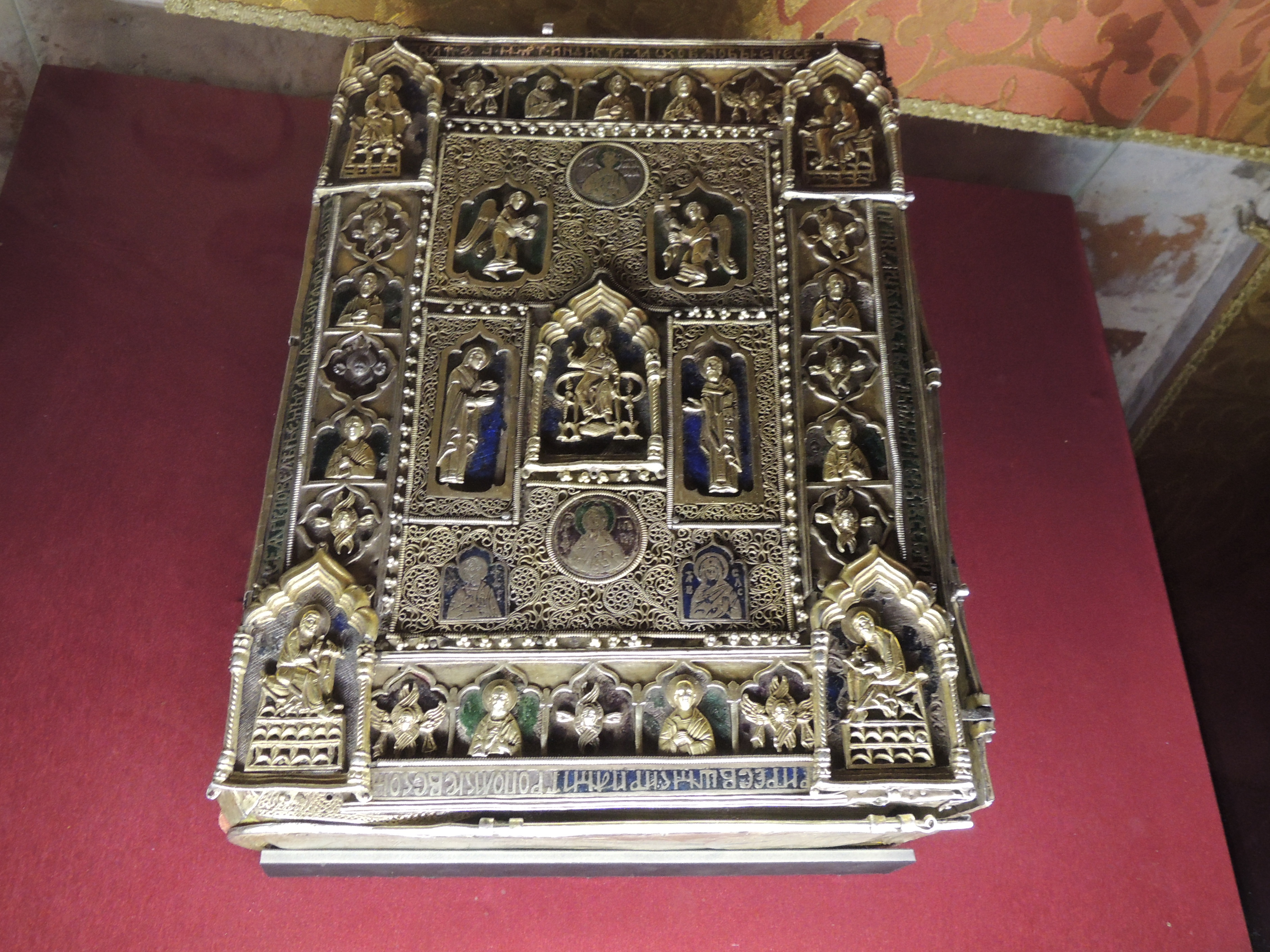
Евангелие. 1392 год. Вклад Федора Кошки в Троице-Сергиеву Лавру. НИОР РГБ

В. К. Трутовский считал, что имя жены Фёдора Кошки (которую он считал первой) можно установить по хранящемуся в Троице-Сергиевой лавре Евангелию 1392 года. Имя его заказчика было Фёдор Андреевич. По мнению архимандрита Леонида, который описывал Евангелие, это был Фёдор Кошка. Это мнение поддержали издатель евангелия П. К. Симони и Трутовский. На Евангелии есть 2 поясных изображения — мужское и женское. Под мужским написано Фёдор, а под женским архимандрит Леонид прочитал «Елизавета», а Трутовский — «Василиса», предположив, что здесь изображены святые заказчика и его супруги. На основании чего он сделал вывод о том, что жену Фёдора Кошки звали Василиса.
Однако, по мнению С. Б. Веселовского, известия, приводимые Трутовским, не могут относиться к Фёдору Кошке. О связях Фёдора Кошки и его сыновей с Троицким монастырём не известно, при этом есть указания на то, что с монастырём были связаны представители рода Акинфовых, из которого происходил Фёдор Андреевич Свибло. Кроме того, в «Успенском синодике» в перечислении женских имён, относящихся к роду Кошкиных, имена Василиса и Анастасия отсутствуют.
У Фёдора Кошки известны следующие дети:
- Иван Фёдорович, боярин и казначей великого князя Василия Дмитриевича, родоначальник рода Кошкиных (позже Захарьиных), разделившимся на ветви Яковлевых, Романовых и Ляцких[5][7].
- Александр Фёдорович Беззубец, родоначальник родов Беззубцевых, от которого отделился род Шереметевых (впоследствии графы), и Епанчиных[5].
- Фёдор Фёдорович Голтяй, родоначальник Голтяевых; эта ветвь рода Кошкиных пресеклась в мужском колене со смертью сыновей Голтяя Ивана, Гаврилы и Андрея. Дочь Фёдора Голтяя, Мария, стала женой князя Ярослава Владимировича Малоярославецкого; их дочь была женой Василия II Темного[5].
- Никифор Фёдорович[5].
- Михаил Фёдорович Дурной — умер, не оставив потомства; о его жизни и службе ничего не известно[5][8].
- Анна Фёдоровна; муж: с ок. 1391 года[2] Фёдор Михайлович (ум. 1410), князь Микулинский с 1399 года[5][6].

## В культуре
Фёдор Кошка является одним из героев исторического цикла Дмитрия Балашова «Государи Московские».